# Hyneria
Genre
Espèces de rang inférieur
- H. lindae Thomson (en), 1968
- H. udlezinye Gess & Ahlberg, 2023

Hyneria est un genre éteint de grands sarcoptérygiens ayant vécu durant le stade Famennien du Dévonien supérieur. Il fait partie de la famille des Tristichopteridae, une lignée également éteinte de poissons carnivores, très proches des ancêtres des tétrapodes. Deux espèces sont rattachés au genre, H. lindae et H. udlezinye, connus respectivement des archives fossiles des actuels Amérique du Nord et Afrique du Sud. 
Avec une taille généralement fixé entre 2,5 et 3 m de long, le tout accompagné d'une dentition très spécialisé, Hyneria était sans-doute un grand prédateur qui n'aurait pas hésité à s'attaquer à des proies aux grandes mensurations. 

## Historique des recherches

### H. lindae
Les premiers fossiles connus d'Hyneria lindae ont été découverts en 1952 par S. R. Ebright dans une grande coupe de route du côté nord de la Pennsylvania Route 120 (en), entre les villages de North Bend (en) et Hyner dans le comté de Clinton, situé en Pennsylvanie, aux États-Unis. L'endroit précis de cette trouvaille est le site de Red Hill, une localité datant du stade supérieur du Famennien (Dévonien supérieur). L'holotype, catalogué MCZ 9284, est constitué d'un crâne désarticulé en trois blocs. Ce spécimen est vite mentionné dans un article de 1967 par Keith Stewart Thomson (en), avant d'être formellement décrit et nommé l'année suivante par le même auteur. Le nom générique Hyneria fait référence au village d'Hyner en Pennsylvanie, proche du lieu de la découverte du premier individu fossile. L'épithète spécifique lindae provient du prénom de la femme de Thomson, le paléontologue ayant décrit l'animal.
Les spécimens holotypes et paratypes furent considérés comme les seuls fossiles viables appartenant au taxon jusqu'en 1993, lorsqu'un nouvel effort de collecte commencent à découvrir de nouveaux matériaux au sein de Red Hill, au point de devenir l'un des vertébrés le plus abondant en termes de présence au sein de la formation de Catskill. Il est à noter que d'autres fossiles d'H. lindae ont été temporairement décrits comme appartenant à d'autres taxons de tristichoptéridés. Par exemple, en 1956, Alfred Romer et une équipe de l'université Harvard ont recueilli un spécimen remarquablement complet, qu'ils identifient comme provenant d'un Eusthenodon wängsjöi. Ce spécimen, catalogué MCZ 8825, est reclassé dans H. lindae dans le rediagnostique du genre menée par Edward B. Daeschler et Jason P. Downs en 2018.

### H. uldezinye
Les spécimens référés à la seconde espèce H. uldezinye furent découverts près de la ville de Grahamstown en Afrique du Sud, et plus précisément dans le lagerstätte de la ferme de Waterloo (en), un site géologique datant du Famennien supérieur, soit approximativement le même âge que la formation de Catskill, lieu d'où est connu H. lindae. Plusieurs fossiles ont été préparés et par la suite déplacé au muséum Albany. Le spécimen holotype est conservé dans deux bloc, catalogués AM6540 et AM6528, qui contient en supplément des os du proto-tétrapode Umzantsia (en) et du placoderme Groenlandaspis. La présence du genre Hyneria au sein de cette localité fut mentionné dès 2008, notamment sur la base de la comparaison avec d'autres tristichoptéridés. Le nommage et les descriptions anatomiques sont effectués par Robert W. Gess et Per E. Ahlberg et sont officiellement publiés dans un article de la revue scientifique PLOS ONE en février 2023. L'épithète spécifique uldezinye vient du isiXhosa et signifie « celui qui mange les autres », faisant référence au mode de vie prédateur déduit de l'espèce. L'isiXhosa est la langue indigène largement parlée du sud-est de l'Afrique du Sud, là où se trouve la localité fossile originaire des trouvailles.

## Description

### Taille
Hyneria est un poisson osseux aux proportions assez imposantes, ayant une taille généralement estimé entre 2,5 et 3 m de long pour H. lindae,,,. La taille de la deuxième espèce connue, H. uldezinye, était autrefois estimée entre 2,5 et 4 m de long sur la base d'analyses des fossiles avant d'être décrite. Cependant, la description officielle du taxon montre que les plus grands spécimens connus appartenant à l'espèce mesurent au moins 2,7 m.
D'autres spécimens fossiles attribués au genre Hyneria semble indiquer que certains représentants auraient pu atteindre des mensurations plus importantes, mais les faibles identifications du matériel fossile rendent ces affirmations incertaines et nécessitent des réévaluations. Alors que la plus grande mâchoire connu d'H. lindae, catalogué ANSP 21432, mesure 38 cm de long, un autre spécimen, catalogué ANSP 21434, contenant les fragments de la symphyse mandibulaire et de la mâchoire, pourrait provenir d'une mandibule approchant le double de cette longueur. Cependant, il existe également des rhizodontidés dans la faune de Red Hill, et le spécimen ne pourrait donc même pas appartenir au genre, car les caractéristiques dentaires observés sont présentes chez ces derniers. Des spécimens non publiés suggèrent qu'Hyneria aurait pu être plus grand, mesurant potentiellement jusqu'à 3,5 m de long, mais les estimations sont basées sur les fossiles douteux précédemment mentionnés et ceux du genre apparenté Eusthenopteron.

### Crâne

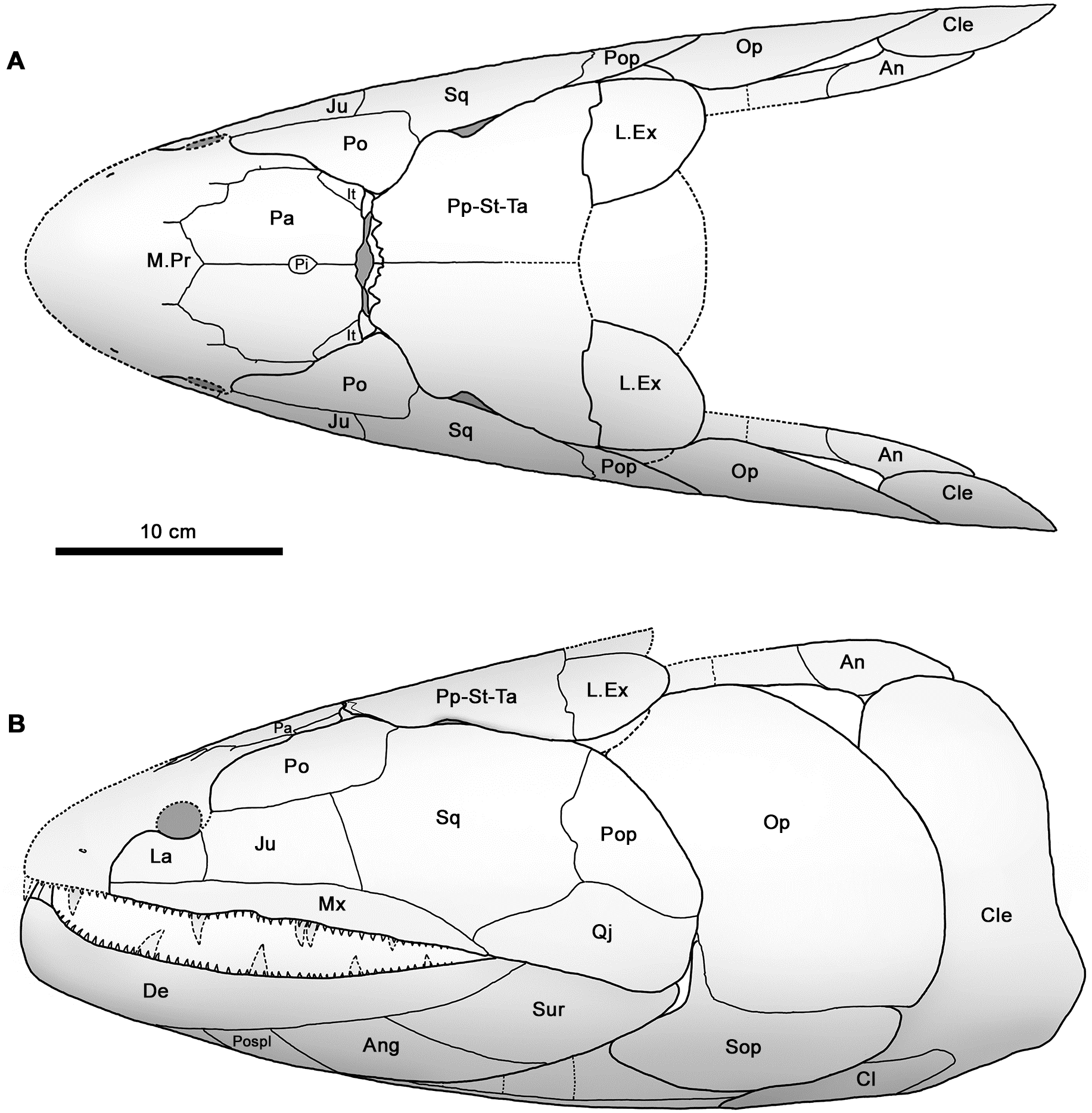
Reconstitution du crâne d'Hyneria udlezinye.

Le toit crânien d'Hyneria suggère une tête large avec un museau arrondi semblable à celle décrite pour Cabonnichthys burnsi (en) et Eusthenodon wängsjöi, mais diffère de la tête étroite et du museau « très pointu » de Mandageria fairfaxi (en) ou la tête plus en forme de torpille d'Eusthenopteron foordi. Comme chez les autres tristichoptéridés, l'os postorbital est de forme triangulaire et allongé, avec une marge postérieure qui se termine par un processus postéro-dorsale. Le maxillaire est presque de forme parallèle. Le maxillaire d'H. lindae est encore plus extrême que celui d'H. udlezinye, en ce que la marge de contact du squamosal est concave plutôt que convexe,. 
La mandibule d'Hyneria est long tout en étant mince, possédant des deux côtés trois coronoïdes, dont deux paires de crocs sur la troisième, et un quadratojugal articulée composée de deux fosses longitudinales. Les crocs des os dentaires sont comprimées du côté lingual et ont des carènes acérées des deux côtés, étant d'ailleurs très robustes et pouvant atteindre plus de 5 cm. La rangée de dent présente dans la mandibule est alignée et s'étend jusqu'à la symphyse mandibulaire. La dentition générale d'Hyneria suggère un prédateur spécialisé dans la chasse de grandes proies, bien qu'aucune interaction de ce type ne soit connue dans les archives fossiles.

## Paléobiologie
Une étude publié en 2020 concernant la squelettochronologie d'H. lindae montrent que le taux d'ossification de l'animal est faible et très tardif, ce qui implique un développement lent. Cela expliquerait pourquoi les individus pourrait probablement conserver un squelette partiellement non ossifié. Cette ossification tardive indique le taxon pourrait avoir eu une longue juvénilité avant d'atteindre la maturité sexuelle. La grande taille des lacunes cellulaires de l'humérus d'H. lindae par rapport à Eusthenopteron foordi, suggère que ses caractères néoténiques, voire sa taille imposante, pourraient avoir été causalement lié à la possession d'un génome élargi. Une taille de cet envergure contribue grandement aux adaptations évolutives, les grands tristichoptéridés dont fait partie H. lindae ayant probablement acquis les niches écologiques de superprédateurs dans les écosystèmes du monde entier durant la fin du Dévonien. Le faible métabolisme d'H. lindae suggéré par l'histologie osseuse étaye l'hypothèse d'un animal lent avec un style de vie d'un prédateur en embuscade.

## Filmographie
H.lindae apparaît dans le documentaire de la BBC Sur la terre des géants, ou il y est représenté par erreur comme un animal atteignant les 5 m de long, pour une masse supposée de 2 tonnes,. Son comportement de s'échouer sur les berges pour attraper des stégocéphales basaux comme Hynerpeton est totalement hypothétique. Il semble se baser sur celui d'une orque actuelle, le documentaire faisant de lui-même la comparaison avec la baleine tueuse. Il n'y a cependant aucune preuve qu'Hyneria ait pu avoir un tel comportement ou que son corps aurait pu tolérer un tel changement par rapport au milieu aquatique.